# Tratatul privind Uniunea Europeană
Tratatul privind Uniunea Europeană (TUE) face referire la cea mai nouă formă a Tratatului de la Maastricht, semnat la 7 februarie 1992 la Maastricht, modificat în urma amendării sale prin Tratatul de la Lisabona, semnat la 13 decembrie 2007 și intrat în vigoare la 1 ianuarie 2009. Este unul dintre cele două cele mai importante tratate ale Uniunii Europene, alături de Tratatul pentru Funcționarea Uniunii Europene.

## Prevederi

### Acțiuni externe
TUE stipulează că la centrul acțiunii externe se află multilateralismul. Acesta presupune participarea partenerilor la misiunile și operațiunile Politicii de Securitate și Apărare Colectivă, precum și colaborarea la diverse probleme de securitate și apărare.